# EI C.I.D. (serie televisiva)
EI C.I.D. è una commedia poliziesca televisiva di ITV andata in onda per tre stagioni  dal  7 febbraio 1990 al 2 marzo 1992. La serie aveva come protagonista  Bernad Blacke, un agente  del C.I.D.

## Trama
Due poliziotti, Bromley e Blake, decidono di mettere da parte le loro vite e trasferirsi in Spagna .Si trasferiscono nello yacht di lusso  EI C.I.D.  sulla soleggiata e rilassata Costa del Soul. Ma anche se splende il sole , il mondo criminale non fa una siesta .

## Episodi
| Stagione         | Episodio | Prima TV originale | Prima TV italiana |
| ---------------- | -------- | ------------------ | ----------------- |
| Prima stagione   | 6        | 1990               | inedita           |
| Seconda stagione | 7        | 1991               | inedita           |
| Terza stagione   | 6        | 1992               | inedita           |